# Mirny-Küste
Koordinaten: 68° 43′ S, 90° 33′ W
Die Mirny-Küste (norwegisch Mirnyjkysten) bildet den 5 km langen Küstenabschnitt im Nordosten der Peter-I.-Insel in der Antarktis. Er reicht vom Kap Eva am nördlichen Ende der Insel bis zur Mündung des Simonovbreen. Nach Südosten schließt sich die Von-Bellingshausen-Küste an, ab Kap Eva nach Südwesten die Lazarew-Küste.
Wissenschaftler des Norwegischen Polarinstituts benannten sie nach dem Flaggschiff der ersten russischen Antarktisexpedition (1819–1821) unter der Leitung von Fabian Gottlieb von Bellingshausen (1778–1852), dem Entdecker der Peter-I.-Insel.